# Cronologia da legislação de segurança e saúde no trabalho no Brasil
Existem referências legais à Inspeção do Trabalho no Brasil que remontam ao século XIX, como o Decreto n.º 1313 de 17/01/1891, mas o mesmo tratava apenas de normas relativas ao trabalho de crianças no então Distrito Federal e nunca foi respeitado. Cabia aos Estados a competência para legislar sobre o trabalho e a inspeção era inviabilizada pelos interesses patronais. 
Em 1921 foi criada a Inspeção do Trabalho, circunscrita ao Distrito Federal. 
Com a reforma constitucional de 1926 estabeleceu-se a competência da União para legislar sobre o trabalho. 
O Decreto n.º 3.550, de 16/10/1918, criou o Departamento Nacional do Trabalho, cabendo a esse Departamento a fiscalização do cumprimento de Leis sobre acidentes do trabalho, jornada, férias, trabalho de mulheres e menores e organização sindical. 
O Decreto n.º 21690, de 01/08/1932 criou as Inspetorias Regionais nos Estados da federação, posteriormente transformadas em Delegacias Regionais do Trabalho, pelo Decreto n.º 2168, de 06/05/1940. 
As Delegacias do Trabalho Marítimo foram criadas pelo Decreto n.º 23259, de 20/10/1933, cabendo a elas a fiscalização do trabalho nos portos, pesca e navegação. As DTM foram extintas no governo de Fernando Collor de Mello. 
A obrigatoriedade de comunicação de acidentes do trabalho à autoridade policial foi estabelecida pelo Decreto n.º 24637, de 10/07/1934, o qual também previa a imposição de multas administrativas, pelo Departamento Nacional do Trabalho. 
O Decreto-lei n.º 1985, de 19/01/1940 estabelecia a competência do Ministério da Agricultura para fiscalizar e estabelecer normas de trabalho nas minas. 
As Leis de proteção do trabalho foram agrupadas na Consolidação das Leis do Trabalho - CLT, pelo Decreto-lei n.º 5452, de 01/05/1943. 
Em 19/07/1947 a Organização Internacional do Trabalho - OIT, adota a Convenção n.º 81, que estabelece que cada Membro da OIT, para o qual a referida Convenção está em vigor, deve ter um sistema de inspeção do trabalho nos estabelecimentos industriais e Comerciais. 
O Brasil ratificou a Convenção n.º 81 da OIT, pelo Decreto Legislativo n.º 24, de 29/05/1956, promulgado pelo Decreto n.º 41721, de 25/06/1957. 
Embora a carreira de Inspetor do Trabalho tenha sido criada pela Lei n.º 6479, de 09/04/1944, apenas após a promulgação da Convenção n.º 81 e expedição do Decreto n.º 55.841, de 15/03/1965, surge o Regulamento da Inspeção do Trabalho, que estrutura as carreiras dos Agentes da Inspeção do Trabalho nas diversas especialidades - Fiscal do Trabalho, Médico do Trabalho, Engenheiro e Assistente Social, e estabelece normas de inspeção. 
Em 05/04/1971 o Brasil denunciou a Convenção n.º 81, devido principalmente ao artigo 6.º, que estabelece que o estatuto do funcionalismo deve garantir a estabilidade do pessoal da inspeção e os tornem independentes de qualquer mudança de governo ou de qualquer influência externa indevida, além do parágrafo 2, do artigo 11.º , que prevê a indenização de todas as despesas acessórias dos inspetores do trabalho, necessárias ao exercício de suas funções. 
O Decreto n.º 95461, de 11/12/1987, revigorou o Decreto n.º 41721, de 25/06/1957, rerratificando a Convenção n.º 81. 
A Portaria n. 32, de 29 de novembro de 1968, do DNSHT - Departamento Nacional de Segurança e Higiene do Trabalho, dispõe sobre a organização de CIPAs, regulamentando os artigos 158 e 164 da CLT, com redação dada pelo Decreto-Lei n. 229, de 28 de fevereiro de 1967. 
A Portaria n.º 3237, de 17 de julho de 1972, que fazia parte do "Plano de Valorização do Trabalhador" do Governo Federal, tornou obrigatória a existência de serviços de medicina do trabalho e engenharia de segurança do trabalho em todas as empresas com um ou mais trabalhadores. 
A Lei n.º 6514, de 22/12/1977, alterou o Capítulo V, do Título II, da CLT, relativo à Segurança e Medicina do Trabalho - artigos 154 a 201. A Portaria n.º 3214, de 08/06/1978, aprova as Normas Regulamentadoras de Segurança e Medicina do Trabalho - NR. Essas Normas tem sido alteradas ao longo do tempo, por diversas Portarias. 
Atualmente o Brasil adota uma série de Convenções da Organização Internacional do Trabalho (OIT). As Convenções da OIT que foram ratificadas e promulgadas pelo Brasil deram origem a alterações nas Normas Regulamentadoras pertinentes a cada assunto abrangido pela referida Convenção. As Normas Regulamentadoras tem sido alteradas nos últimos anos, tanto para fazer frente à evolução dos métodos produtivos e relações do trabalho quanto para adequar-se às Convenções da OIT promulgadas pela Brasil. 
Ainda em relação à evolução histórica da Legislação do Trabalho no Brasil podemos citar a Lei n.º 5161, de 21/10/1966, que autoriza a criação da Fundação Centro Nacional de Segurança, Higiene e Medicina do Trabalho - FUNDACENTRO, cuja denominação foi alterada pela Lei 6.618 de 16/12/1978, para Fundação Centro Nacional Jorge Duprat Figueiredo de Segurança e Medicina do Trabalho.